# Sự kiện tàu New Star
Sự kiện tàu New Star là một vụ việc xảy ra gần phía đông thành phố cảng Vladivostok, khi một tàu chiến Nga nổ súng vào một thương thuyền vận tải "New Star" của Trung Quốc. Chiếc thương thuyền chìm ngày 15 tháng 2, 2009 với các sự xác nhận khác nhau từ hai phía Trung Quốc và Nga.

## New Star
New Star là một chiếc tàu trọng tải 5000 tấn của một công ty trụ sở tại Hồng Kông. Vào thời điểm bị đắm, tàu mang cờ hiệu Sierra Leone. Có 16 thủy thủ đoàn, gồm 6 người quốc tịch Indonesia và 10 người quốc tịch Trung Quốc. Chiếc tàu được sở hữu bởi Công ty Vận chuyển Tongyu Zhejiang và cho thuê đến công ty vận chuyển J-Rui Lucky trụ sở tại Hồng Kông.

## Vụ việc
Theo RIA Novosti, có dấu hiệu cho thấy chiếc thương thuyền đã rời khỏi hải cảng Nakhodka ở vùng Viễn Đông Nga mà không có phép sau khi bị đưa về đậu nơi này về tội buôn lậu và không chịu ngừng theo lệnh. Thuyền trưởng tàu New Star đã liên tiếp được lệnh qua máy truyền tin, cờ hiệu và đèn rồi sau đó với các loạt súng cảnh cáo là phải ngừng lại. Nhưng chiếc tàu Trung Quốc này vẫn không ngừng. Lực lượng biên phòng Nga sau đó nhận được lệnh từ Cơ quan An ninh Liên bang là "nổ súng bắn vào tàu".
Tàu tuần duyên Nga đã liên tiếp bắn vào tàu New Star, gây hư hại máy móc khiến tàu không vận chuyển được ở ngoài khơi ngày 15 tháng 2, làm tám thủy thủ đoàn chết đuối. Lệnh được thi hành sau khi đã thông báo qua máy vô tuyến điện. Chỉ khi đó chiếc New Star mới chịu ngừng lại và quay trở về hải cảng Nakhodka theo lệnh của tuần duyên Nga. Lúc 3:06 sáng ngày 15 tháng 2 năm 2009 chiếc tàu đắm.

## Hậu quả
Tàu chiến Nga đã bắn khoảng 500 viên đạn vào mũi và đuôi của thương thuyền, nhấn chìm chiếc tàu tại lãnh hải Nga gần thành phố cảng Vladivostok phía đông. Trên đường về lại cảng Nakhodka, chiếc tàu gặp bão, buộc thủy thủ đoàn phải xuống hai xuồng cao su, mỗi xuồng chở tám người. Những người sống sót cho hay việc nổ súng này đã gây ra thiệt hại cho tàu chứ không phải vì thời tiết. Tuần duyên Nga đã cứu được một xuồng với tám người sống sót. Còn xuồng kia bị chìm và không tìm thấy một ai.

## Phản ứng
"Cuộc điều tra về việc nổ súng bắn vào tàu ngoại quốc được các công tố viên quân sự tiến hành," theo lời ông Alexander Selentsoy, một viên chức thuộc công tố viện ở Vladivostok.
Phát ngôn viên Bộ ngoại giao Nga Andrei Nesterenko cho biết "Chúng tôi đã làm mọi biện pháp để dừng chiếc thuyền: vệ binh biên phòng đã bắn cảnh cáo, nhưng chiếc New Star tiếp tục chạy mà không có phản ứng gì với mệnh lệnh."
Ông đã bày tỏ sự hối tiếc về vụ việc, nhưng nói rằng: "Chúng tôi lấy làm tiếc những hậu quả bi thảm của sự cố này, tuy nhiên chúng tôi xem xét rằng Thuyền trưởng tàu New Star, người không kềm chế hành động của mình, là hoàn toàn bị trách cho sự việc."
Zhang Xiyun, tổng giám đốc cho Sở Giao tiếp châu Âu-Trung Á, nói: "những thái độ của Nga về nước ngoài là khó khăn để hiểu và không thể chấp nhận được."
Đại sứ Trung Quóc tại Nga là Lý Huy của Trung Quốc nói với chính phủ Nga "Phía Trung Quốc bày tỏ cú sốc và mối quan tâm sâu sắc cho sự kiện này, chúng tôi kêu gọi phía Nga bắt đầu với một tinh thần nhân đạo,... và tiếp tục để thực hiện tất cả các nỗ lực để tìm kiếm những nhân sự mất tích."